# Tilla
Tilla es una aldea del municipio de Mulgi, en el condado de Viljandi, Estonia. Tiene una población estimada, en 2021, de 25 habitantes.
Está ubicada al sur del condado, a poca distancia al oeste del lago Võrtsjärv, en la frontera con el condado de Pärnu y cerca de Letonia.